# Spiritchaser
Spiritchaser – siódmy studyjny album Dead Can Dance wydany w czerwcu 1996. Nagrany w Quivvy Church, prywatnym studiu Perry’ego w Irlandii. Spory wpływ na muzykę zawartą na płycie miała folklorystyka afrykańska – zarówno pod względem instrumentarium, jak i tekstów. Album poświęcony był pamięci Marka Gerrarda i Eleanor Vormehr.

## Lista utworów
| 1. | „Nierika”                  | 5:44  |
|    |                            |       |
| 2. | „Song of the Stars”        | 10:13 |
|    |                            |       |
| 3. | „Indus”                    | 9:23  |
|    |                            |       |
| 4. | „Song of the Dispossessed” | 4:55  |
|    |                            |       |
| 5. | „Dedicacé Outo”            | 1:14  |
|    |                            |       |
| 6. | „The Snake and the Moon”   | 6:11  |
|    |                            |       |
| 7. | „Song of the Nile”         | 8:00  |
|    |                            |       |
| 8. | „Devorzhum”                | 6:13  |
|    |                            |       |
|    |                            | 51:53 |
|    |                            |       |

## Twórcy
- Lisa Gerrard – śpiew, różne instrumenty, muzyka, teksty
- Brendan Perry – śpiew, różne instrumenty, muzyka, teksty
- Renaud Pion – klarnet turecki („Indus”)
- Peter Ulrich – instrumenty perkusyjne („Nierika”, „Dedicacé Dutó”)
- Ronan O'Snodaigh – instrumenty perkusyjne („Nierika”, „Dedicacé Dutó”)
- Lance Hogan – instrumenty perkusyjne („Nierika”, „Dedicacé Dutó”)
- Robert Perry – instrumenty perkusyjne („Nierika”, „Dedicacé Dutó”)
- Klaus Vormehr – instrumenty perkusyjne („Nierika”, „Dedicacé Dutó”)

## Listy sprzedaży
| Lista         | Kraj              | Pozycja |
| ------------- | ----------------- | ------- |
| Billboard 200 | Stany Zjednoczone | 75      |
| MegaCharts    | Holandia          | 48      |
| SNEP          | Francja           | 15      |
| Ultratop 50   | Belgia            | 25      |